# 舍瓦讷 (埃松省)
舍瓦讷（法語：Chevannes，法語發音：[ʃəvan] ⓘ）是法国埃松省的一个市镇，属于埃夫里区。

## 地理
舍瓦讷（48°31'53"N, 2°26'36"E）面积10.23 平方千米，位于法国法蘭西島大區埃松省，该省份为法国北部内陆省份，北起上塞纳省和马恩河谷省，西接厄尔-卢瓦省和伊夫林省，南至卢瓦雷省，东临塞纳-马恩省。
与舍瓦讷接壤的市镇（或旧市镇、城区）包括：梅讷西、欧韦尔诺、埃松河畔巴朗库尔、尚克伊、勒库德赖-蒙索、丰特奈勒维孔特。

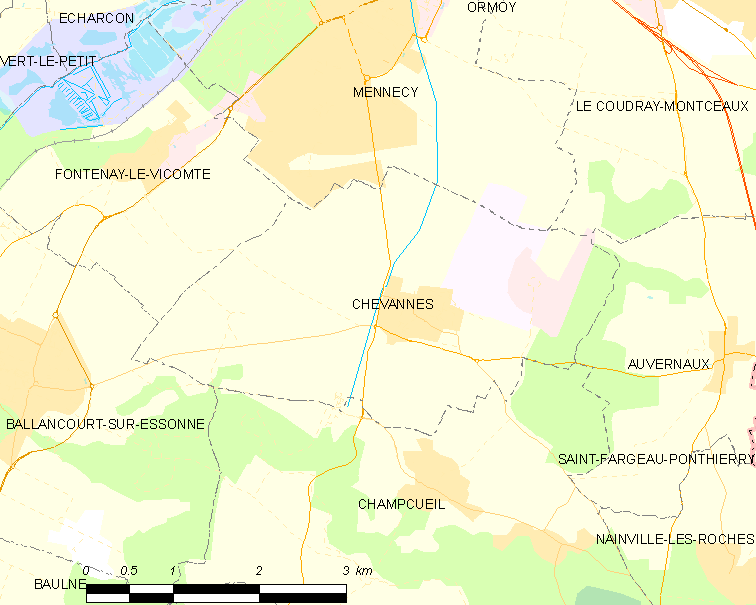
的OSM定位图

舍瓦讷的时区为UTC+01:00、UTC+02:00（夏令时）。

## 行政
舍瓦讷的邮政编码为91750，INSEE市镇编码为91159。

## 政治
舍瓦讷所属的省级选区为梅讷西县。

## 人口

1962-2008年间人口变化图示

舍瓦讷于2022年1月1日时的人口数量为1550人。